# 南平駅
南平駅（みなみだいらえき）は、東京都日野市南平六丁目にある、京王電鉄京王線の駅である。京王西管区所属。駅番号はKO30。

## 歴史

### 年表
- 1926年（大正15年）
  - 4月28日：玉南電気鉄道の駅として開設[2]。
  - 12月1日：合併に伴い、京王電気軌道（現・京王電鉄）の駅となる[3]。
- 1944年（昭和19年）5月31日：陸上交通事業調整法に伴う戦時合併に伴い、東急電鉄（大東急）の駅となる[3]。
- 1948年（昭和23年）6月1日：東急から京王帝都電鉄が分離独立、同社の駅となる[3]。
- 2011年（平成23年）：橋上駅舎化。

### 駅名の由来
以前この地は平村とされており、平資綱が所有したことによると言われる。同名の村が（現・八王子市平町）郡内にあったため、北の平村と南の平村と呼び分けられこの南平となった。

## 駅構造
相対式ホーム2面2線を有する地上駅。橋上駅舎を備え、改札口は平山城址公園側にある。
2010年（平成22年）よりバリアフリー化並びに利便性向上の目的で駅改良工事が行われた。翌2011年（平成23年）に橋上駅舎が完成、これまで地下にあった改札は地上へ移された。また、エスカレーター・エレベーターも新設された。
トイレは下り線ホームにある。

### のりば
| 番線 | 路線   | 方向 | 行先                                                |
| ---- | ------ | ---- | --------------------------------------------------- |
| 1    | 京王線 | 下り | 北野・京王八王子・高尾山口方面                      |
| 2    | 京王線 | 上り | 高幡不動・調布・明大前・笹塚・新宿・ 都営新宿線方面 |

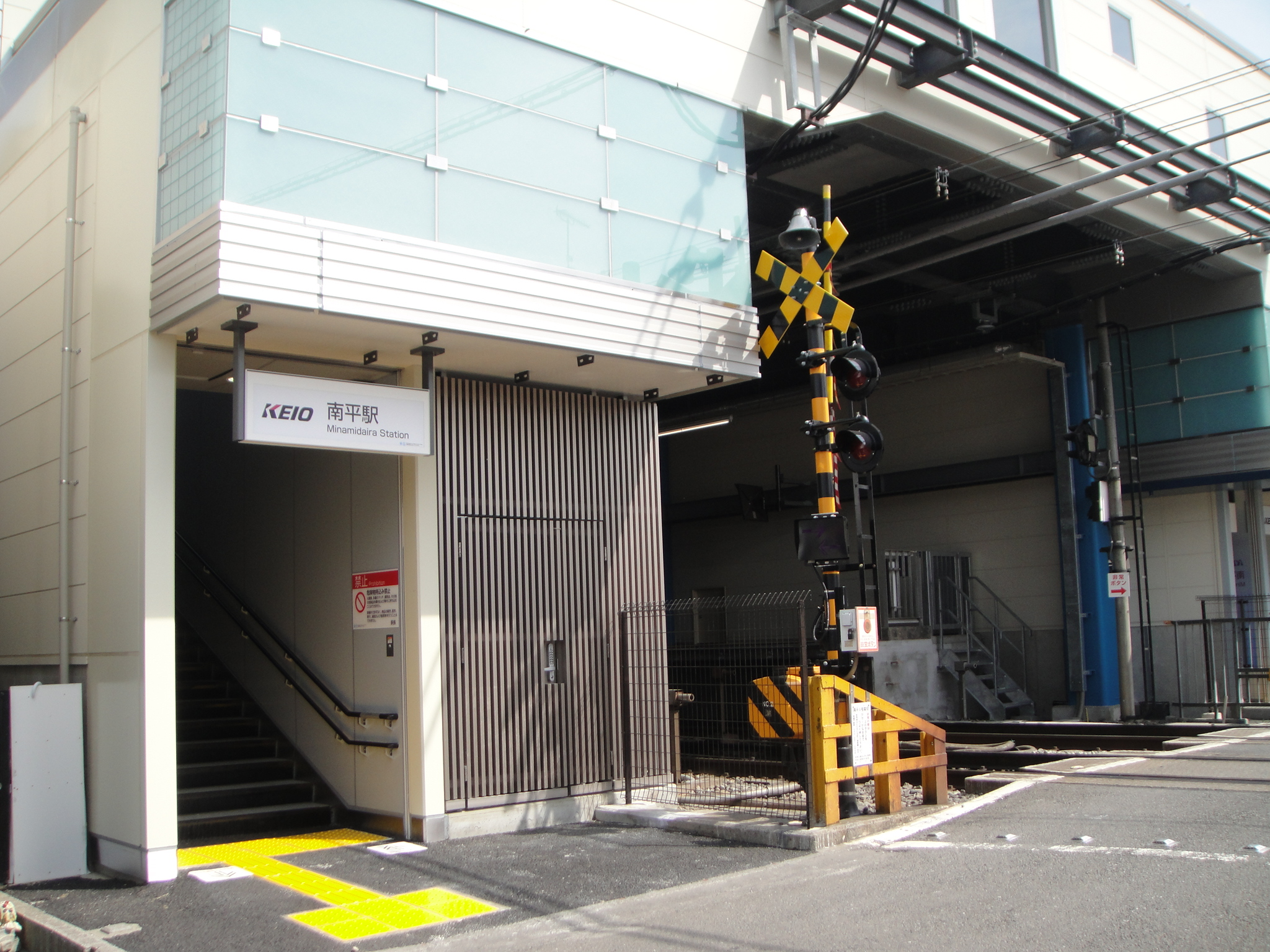
新駅舎北口（2012年3月）
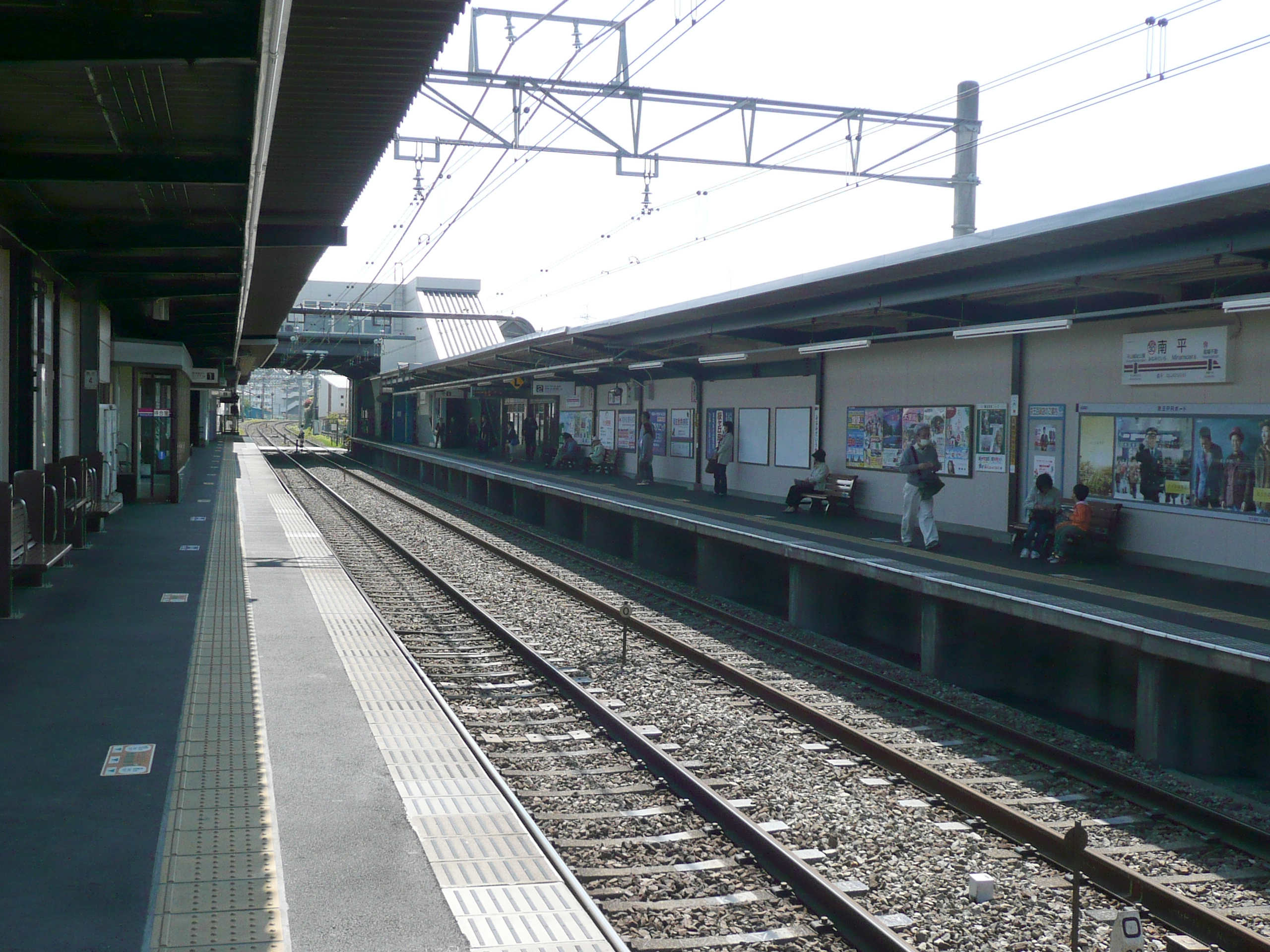
ホーム（2013年4月）
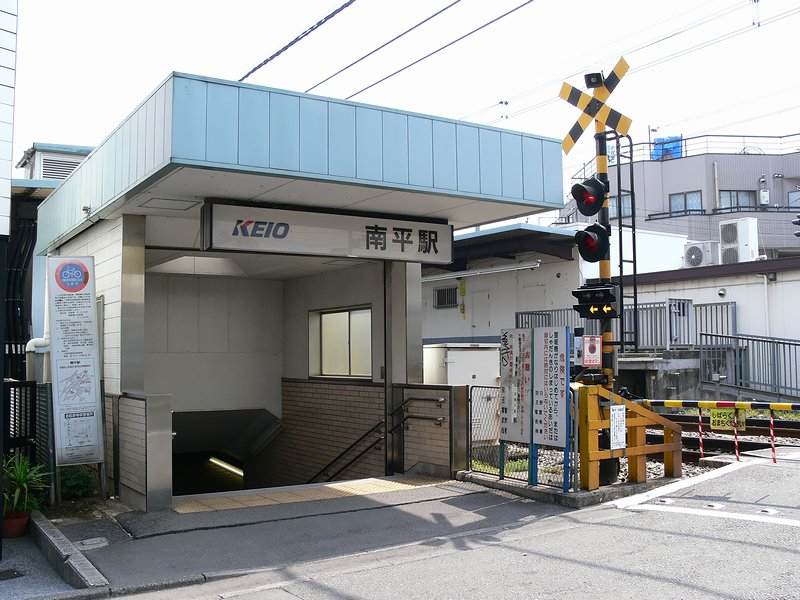
地下改札時代の北口（2007年5月）

## 利用状況
2024年度（令和6年度）の1日平均乗降人員は9,759人である。
近年の1日平均乗降人員及び乗車人員の推移は以下の通り。
| 年度               | 1日平均 乗降人員 | 1日平均 乗車人員 | 出典     |
| ------------------ | ---------------- | ---------------- | -------- |
| 1955年（昭和30年） | 593              |                  |          |
| 1960年（昭和35年） | 1,022            |                  |          |
| 1965年（昭和40年） | 2,010            |                  |          |
| 1970年（昭和45年） | 4,948            |                  |          |
| 1975年（昭和50年） | 6,946            |                  |          |
| 1980年（昭和55年） | 8,966            |                  |          |
| 1985年（昭和60年） | 9,992            |                  |          |
| 1990年（平成02年） | 13,131           | 6,608            | [ * 1 ]  |
| 1991年（平成03年） | 13,637           | 6,836            | [ * 2 ]  |
| 1992年（平成04年） |                  | 6,786            | [ * 3 ]  |
| 1993年（平成05年） |                  | 6,858            | [ * 4 ]  |
| 1994年（平成06年） |                  | 6,586            | [ * 5 ]  |
| 1995年（平成07年） | 12,691           | 6,432            | [ * 6 ]  |
| 1996年（平成08年） |                  | 6,427            | [ * 7 ]  |
| 1997年（平成09年） |                  | 6,299            | [ * 8 ]  |
| 1998年（平成10年） |                  | 6,337            | [ * 9 ]  |
| 1999年（平成11年） |                  | 6,189            | [ * 10 ] |
| 2000年（平成12年） | 12,075           | 6,099            | [ * 11 ] |
| 2001年（平成13年） | 11,906           | 6,000            | [ * 12 ] |
| 2002年（平成14年） |                  | 5,879            | [ * 13 ] |
| 2003年（平成15年） | 11,514           | 5,779            | [ * 14 ] |
| 2004年（平成16年） | 11,141           | 5,600            | [ * 15 ] |
| 2005年（平成17年） | 11,067           | 5,564            | [ * 16 ] |
| 2006年（平成18年） | 11,100           | 5,575            | [ * 17 ] |
| 2007年（平成19年） | 11,037           | 5,519            | [ * 18 ] |
| 2008年（平成20年） | 10,922           | 5,458            | [ * 19 ] |
| 2009年（平成21年） | 10,858           | 5,422            | [ * 20 ] |
| 2010年（平成22年） | 10,821           | 5,405            | [ * 21 ] |
| 2011年（平成23年） | 10,619           | 5,298            | [ * 22 ] |
| 2012年（平成24年） | 10,733           | 5,359            | [ * 23 ] |
| 2013年（平成25年） | 10,934           | 5,458            | [ * 24 ] |
| 2014年（平成26年） | 10,784           | 5,375            | [ * 25 ] |
| 2015年（平成27年） | 10,885           | 5,415            | [ * 26 ] |
| 2016年（平成28年） | 10,829           | 5,395            | [ * 27 ] |
| 2017年（平成29年） | 10,739           | 5,351            | [ * 28 ] |
| 2018年（平成30年） | 10,799           | 5,378            | [ * 29 ] |
| 2019年（令和元年） | 10,722           | 5,331            | [ * 30 ] |
| 2020年（令和02年） | 8,132            | 4,047            | [ * 31 ] |
| 2021年（令和03年） | 8,906            |                  |          |
| 2022年（令和04年） | 9,354            |                  |          |
| 2023年（令和05年） | 9,680            |                  |          |
| 2024年（令和06年） | 9,759            |                  |          |

## 駅周辺
- 東京都道173号上館日野線（北野街道）
- 南平丘陵公園
- 環境省 水鳥救護研修センター
- 日本野鳥の会 鳥と緑の国際センター
- 東京都立南平高等学校
- 日野市立南平体育館
- 日野市立南平小学校
- 日野南平郵便局
- 多摩信用金庫 南平支店
- ヤオコー 日野南平店

## 隣の駅
京王電鉄
 京王線
京王ライナー・■特急・■急行
通過
■区間急行（上りのみ）・■快速（下りのみ）・■各駅停車
高幡不動駅 (KO29) - 南平駅 (KO30) - 平山城址公園駅 (KO31)